# Auergarde
Die Auergarde war eine sozialdemokratische Versammlungsschutzorganisation in Bayern.
1919 gründete der bayerische MSPD-Vorsitzende Erhard Auer die nach ihm benannte Auergarde nach dem Attentat auf Kurt Eisner und ihn selbst. Franz Xaver Pitzer leitete die anfangs noch lose organisierte Gruppierung. Nach einem weiteren Attentat auf Auer und der Ermordung Walter Rathenaus 1922 wurde die Garde zur Sicherheitsabteilung (SA) umgebaut. „Militärischer Leiter“ wurde Wilhelm Buisson.
Die nur leicht bewaffneten Einheiten der Auergarde versuchten, der Polizei gegen rechte Gewalt zu helfen, dies wurde allerdings von der bayerischen Regierung strikt abgelehnt. Die Auergarde hatte in München ca. 2.000 Mann, weitere Abteilungen bestanden in Freising, Ingolstadt und Rosenheim.
Am 22. Februar 1924 wurde die Auergarde in das reichsweit gegründete "Reichsbanner Schwarz-Rot-Gold" eingegliedert, da Generalstaatskommissar Gustav von Kahr bereits am 26. September 1923 alle linken Selbstschutzorganisationen verboten hatte.